# あさ天サタデー
『あさ天サタデー』（あさてんサタデー）は、日本テレビで 2001年10月6日から2009年3月28日まで毎週土曜日5:00 - 5:59（日本標準時）に生放送されていたニュース・情報番組。

## 歴史
それまでは月曜から土曜まで『あさ天5』として放送されていたが、月曜から金曜までが放送終了（『ニュース朝いち430』と『ズームイン!!SUPER』に移行）、土曜のみの放送となるので番組名を変更した。なお、日曜日も『あさ天サンデー』として放送されていたが、これも2001年9月に放送を終了している。
2007年3月までは『あさ天5』末期の体制を踏襲し、女性メインキャスター1名、気象予報士1名、コーナー担当男性アナ1名 というキャスティングで、進行自体はメインキャスターと気象予報士のコンビが中心となって行っていた。
2007年4月に番組リニューアルを実施。女性出演者が増員され、スタジオは5人体制で放送している。コーナー担当男性アナもオープニングから登場するようになり、メインキャスターを中心に複数の出演者が協力して番組を支えるスタイルに移行している。
2009年3月28日をもって終了。なお翌週から『ズームイン!!サタデー』の放送時間が拡大となり、平日版『あさ天5』と同じような形での終了となった。
当番組の終了をもって、1991年9月30日に放送が開始された『朝一番天気!あさ天』以来続いてきた「あさ天」シリーズは17年半の放送に幕を降ろした。

## 主なコーナ ー
以下は2007年3月のリニューアル以前のもの。天気予報は5:00、5:15頃、5:55頃に放送。5:15頃に時間をかけている。
- 5:02頃 あさ天FLASH・朝刊チェック
- 5:10頃 あさ天スポーツ
- 5:15頃 天気予報（5分以上）
- 5:24頃 知ってナッ得（なお、大型連休の時は週末チェックおでかけ情報Part1として放送）
- 5:30頃 今が旬
- 5:34頃 あさ天FLASH
- 5:38頃 朝刊チェック・スポーツ
- 5:45頃 マイスタ前にいる後時間番組の『ズームイン!!サタデー』の総合司会・藤井貴彦、望月理恵に中継。『ズムサタ』の今日のメニュー、芸能面を紹介。
- 5:50頃 週末チェックおでかけ情報
- 5:57頃 きょうの占い

## 出演者
| 期間 | 期間       | メイン     | 天気      | 新聞      | ニュース1   | コーナー担当             |
| --- | ---------- | ---------- | --------- | --------- | ----------- | ------------------------ |
| 2001.10.6 | 2002.3.30  | 延友陽子2  | 中塚純2   | 新谷保志2 | 町亞聖      | （不在）                 |
| 2002.4.6 | 2002.9.28  | 古市幸子   | 中塚純2   | 新谷保志2 | 丸岡いずみ  | （不在）                 |
| 2002.10.5 | 2003.10.25 | 古市幸子   | 中塚純2   | 田中毅    | 丸岡いずみ  | （不在）                 |
| 2003.11.1 | 2004.12.25 | 古市幸子   | 中塚純2   | 上重聡    | 丸岡いずみ  | （不在）                 |
| 2005.1.8 | 2005.3.26  | 小野寺麻衣 | 中塚純2   | 上重聡    | 丸岡いずみ  | （不在）                 |
| 2005.4.2 | 2006.1.7   | 小野寺麻衣 | 杉江勇次3 | 鳥羽博剛  | 小西美穂    | （不在）                 |
| 2006.1.14 | 2006.3.25  | 小野寺麻衣 | 杉江勇次3 | 鳥羽博剛  | 小西美穂    | 相沢真紀                 |
| 2006.4.1 | 2006.5.27  | 斉藤まりあ | 杉江勇次3 | 藤田大介  | 池内千香子  | 相沢真紀                 |
| 2006.6.3 | 2006.9.30  | 斉藤まりあ | 杉江勇次3 | 藤田大介  | 池内千香子  | （不在）                 |
| 2006.10.7 | 2007.3.31  | 佐藤良子   | 杉江勇次3 | 藤田大介  | 杉上佐智枝4 | （不在）                 |
| 2007.4.7 | 2007.9.29  | 佐藤良子   | 杉江勇次3 | 青木源太  | 杉上佐智枝4 | 葉山エレーヌ5 島本麻衣子 |
| 2007.10.6 | 2008.3.22  | 佐藤良子   | 杉江勇次3 | 青木源太  | 杉上佐智枝4 | 島本麻衣子               |
| 2008.3.29 | 2008.9.27  | 佐藤良子   | 杉江勇次3 | 青木源太  | 杉上佐智枝4 | 細野由華5 今城理菜       |
| 2008.10.4 | 2009.3.28  | 杉上佐智枝 | 杉江勇次3 | 青木源太  | 馬場典子    | 細野由華5 今城理菜       |
| - 1 ニュース担当者は全員『NNNニュースサタデー』を兼務。 - 2 『あさ天5』から続投。 - 3 2008年10月から『ズームイン!!サタデー』、『NNN Newsリアルタイム・サタデー』を兼務。 - 4 2007年9月まで週末の『NNNニュースD』を兼務。 - 5 エンタ担当を兼務。 |            |            |           |           |             |                          |

備考
- 天気担当は全員気象予報士。
- ニュース担当の町・丸岡・小西・池内は日本テレビ報道局キャスター。
- コーナー担当は葉山以外全員タレント。
- その他は日本テレビアナウンサー。
- 延友は斉藤の1度目の産休のため2002年2月より『ズームイン!!SUPER』の「東京旅物語」に登板して以降も、改編期までは本番組を掛け持ちしていた。
- 葉山は公式サイトでは佐藤同様に「MC」と扱われているが、実質的には各種コーナー担当に近い。葉山の降板後も、この時点でのメンバー補充はなかった。
- なお、天気担当の中塚と杉江は、以前はTBSテレビの番組に出演。